# Borudzserd
Borudzserd (Borudscherd, perzsa nyelven: بروجرد) város Iránban, Loresztán tartomány nyugati részén, az ugyanazon nevű Borudzserd megye központja. Borudzserd Irán egyik legősibb állapotban megőrzött városa.
A Szeldzsuk-idők (9. és 10. század) alatt a város jelentős szerepet kapott, és a Zagrosz régió geostratégiai szempontból fontos kereskedelmi központjává vált, amely a 20. századig megmaradt. A Kádzsár korszakban (18. és 19. század) Borudzserd Loresztán és Huzesztán központjává vált. Ma Borudzserd Loresztán tartomány második legnagyobb városa, az ipar, a kultúra és a turizmus regionális központja. A városképet nagyszámú mecset, bazár, híd, valamint a szeldzsuk és kádzsár uralom alatt épített ház uralja.
Borudzserd város lakosságát általában toleránsnak tartják, idővel ugyanis számos vallási kisebbség telepedett le itt, köztük a zsidó vallás, a szúfizmus és a bahá'í vallás követői is. A város a Daro-s-Sorur nevet is viseli, ami annyit jelent, mint a boldogság helye.

## Földrajz és éghajlat
Borudzserd mintegy 1670 m tengerszint feletti magasságban fekszik. Az éghajlatot enyhe nyár és hideg tél jellemzi. A legmagasabb pont a 3623 m magas Garrin-hegység, a legmélyebb délen a Gelerud folyó, amely 1400 m tengerszint feletti magasságban található. Borudzserd közigazgatási területe 2600 km², 400 000 lakossal, ami a város mellett még 180 másik falut is lefed.
Borudzserd a Silakhor-síkságon található, Lurisztán legnagyobb mezőgazdasági régiója, amely a többnyire hóborította Zagrosz-hegységtől délkeletre és délnyugatra található. A vidéki népesség gazdaságokban dolgozik, vagy saját állatállományt tart. A városi lakosság gyárakban, kisvállalkozásokban, kormányzati hivatalokban vagy a hadseregben dolgozik. A város a kurdok lakta hegyvidék gyümölcstermelő központja.
A területet több, Huzesztán és Teherán, valamint Iszfahán és Kermánsáh tartományok irányába tartó autóút is keresztezi.

## Története

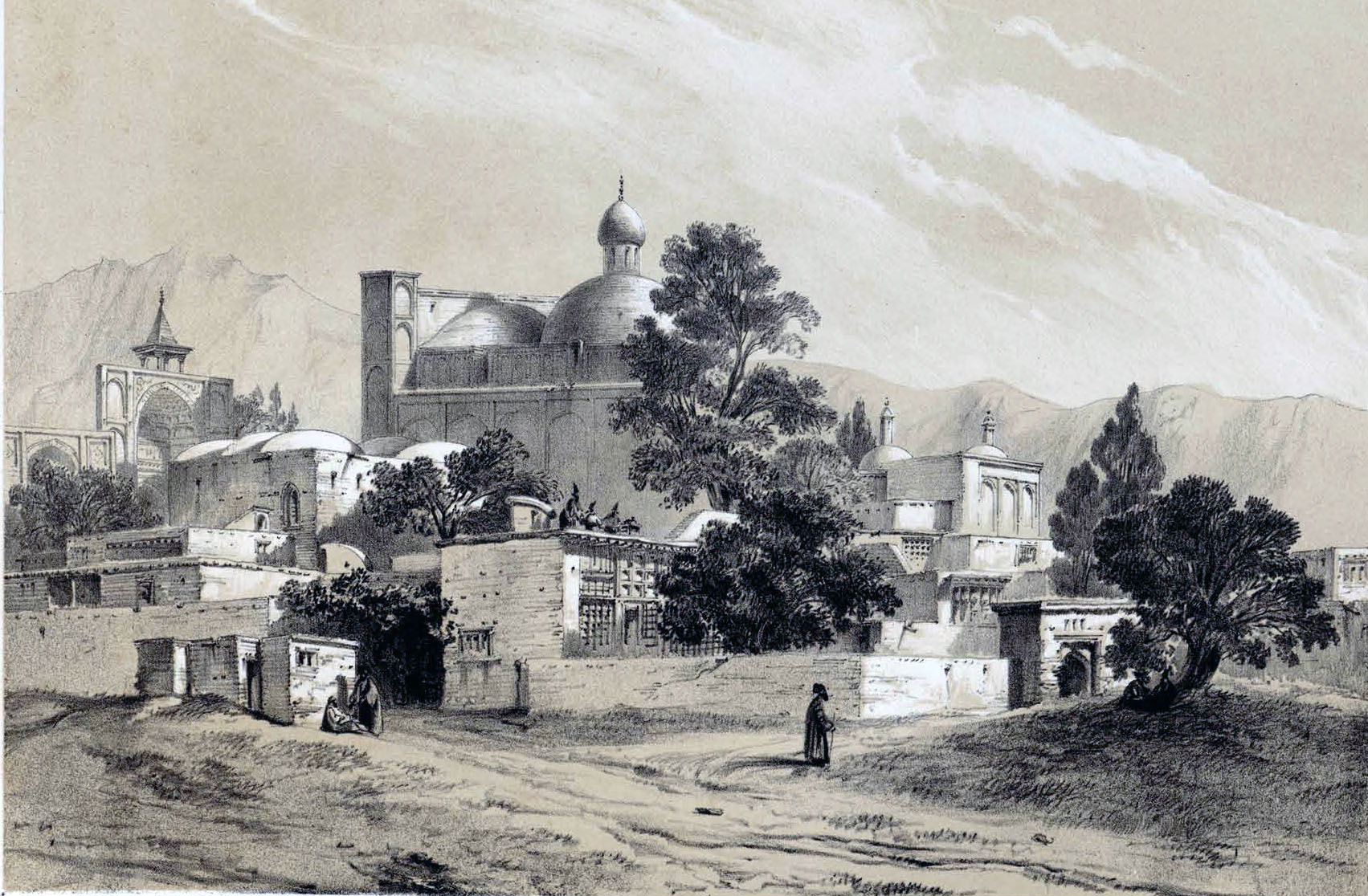
Borudzserd 1840-ben

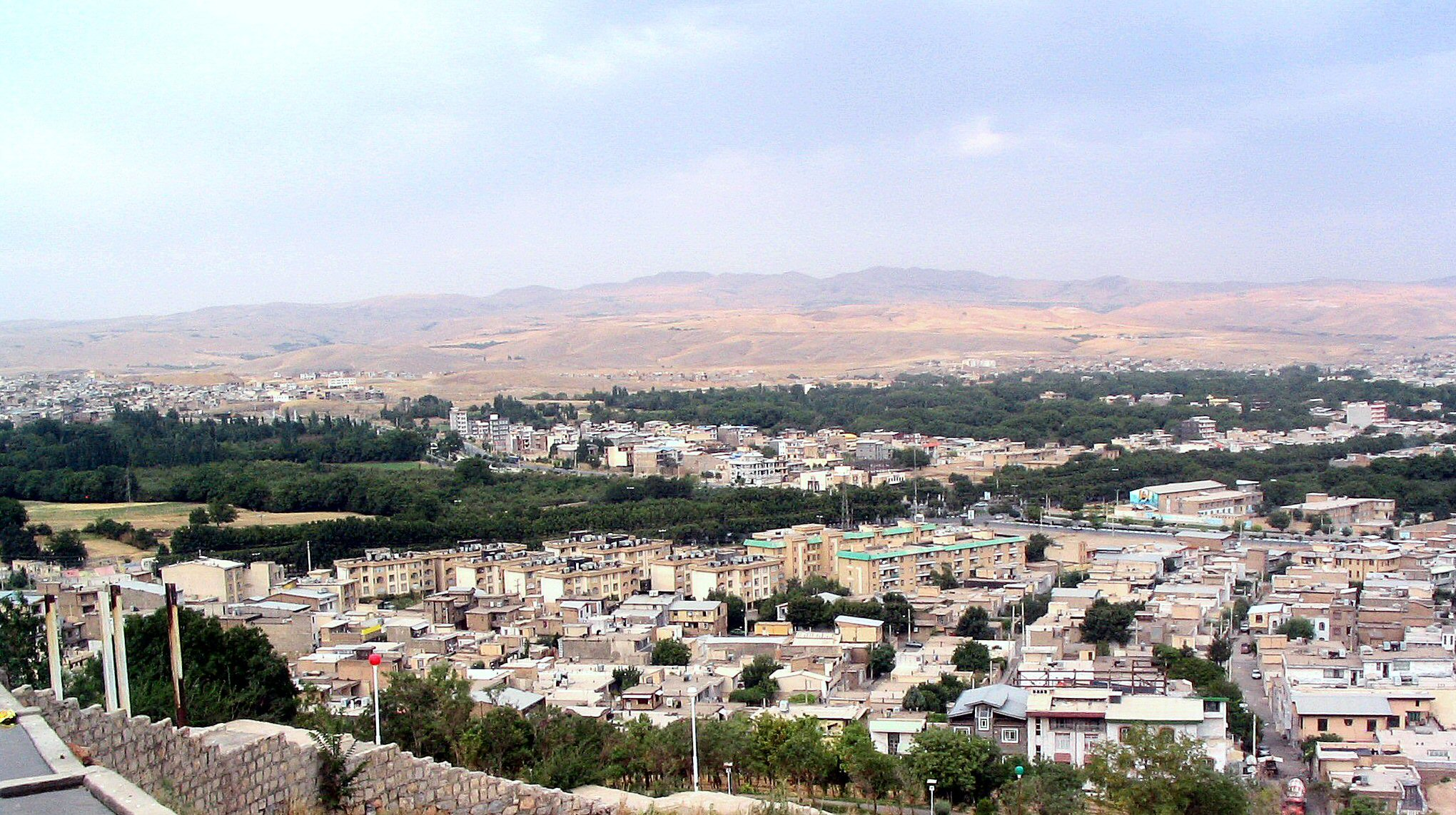
Borudzserd látképe

Borudzserd környékének legelőit a médek egykor lótenyésztésre és a lóidomításra használták. A Szeleukidák stratégiai fontosságú katonai helyőrséget állítottak fel a Rumian kastélyban. Borudzserd a Szasszanidák uralma alatt fejlődött várossá, ahol egy tűztemplomot létesítettek.
Az arab hódítók ellen folytatott harcban (637–651) Borudzserd várát az irániak használták a csapataik támogatására. A végső nihávandi csatában a várostól 55 km-re északnyugatra az arabok győzelmet arattak a perzsák fölött. III. Jazdagird szászánida király veresége után az arabok iszlám kormányzója, Abudol ibn Hamulah újjáépítette a várost és a Jame-mecsetet a zoroasztriánus tűztemplomra helyezték.
A szeldzsuk uralkodók gyakran tartózkodtak a városban, sok csatájuk is itt zajlott. Barkijáruk nagyszeldzsuk szultán (1094-1105) is itt halt meg.
1000-től 1500-ig a várost a Kis-Lurisztáni (Lur-i kutschik) atabégek kormányozták. Dzsingisz kán és a mongolok megtámadták fejedelemségüket és mind Borudzserdet, mind Horramábádot elpusztították. Timur Lenk kétszer is megtámadta és elpusztította a várost, a Timuridák pedig a Borudzserd és a Rumian kastélyokat katonai célokra használták.
A Szafavidák uralkodása idején (1500–1700) Borudzserdet különálló területként irányították, amely magába foglalta Japlaq-ot vagy Gapleh-et és a szomszédos Golpayegant is.

## Nevezetességek
- Dzsámi – a szeldzsuk korból való.
- Péntek-mecset – 12. századi építmény, többször is átépítették.
- Sah-mecset – a 19. században épült. Érdekes fényes kupolája és dekoratív, színes főbejárata.

## Galéria

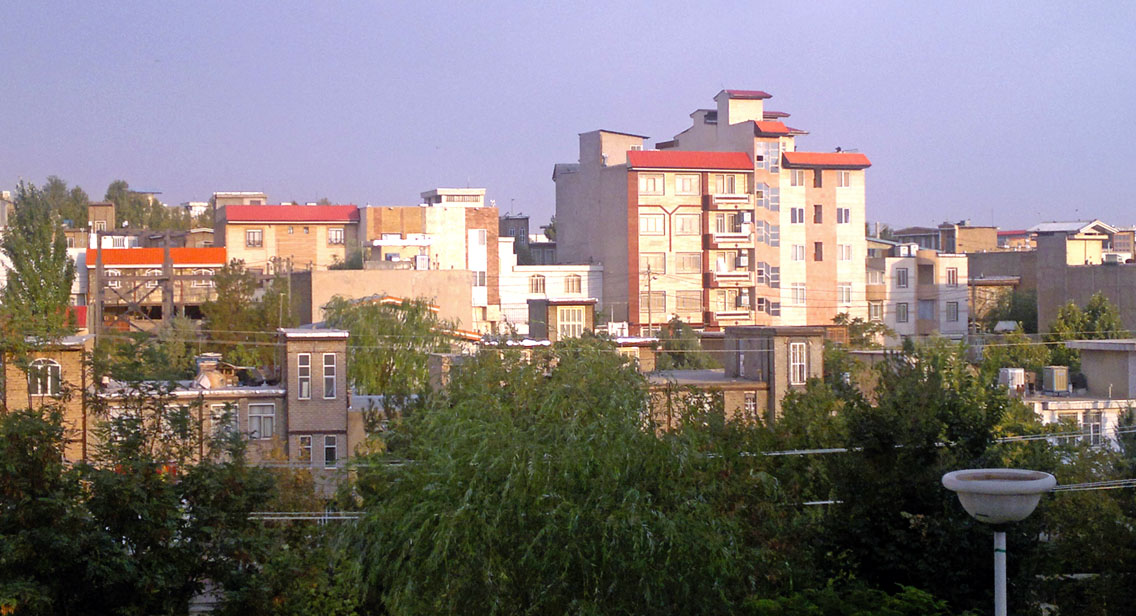
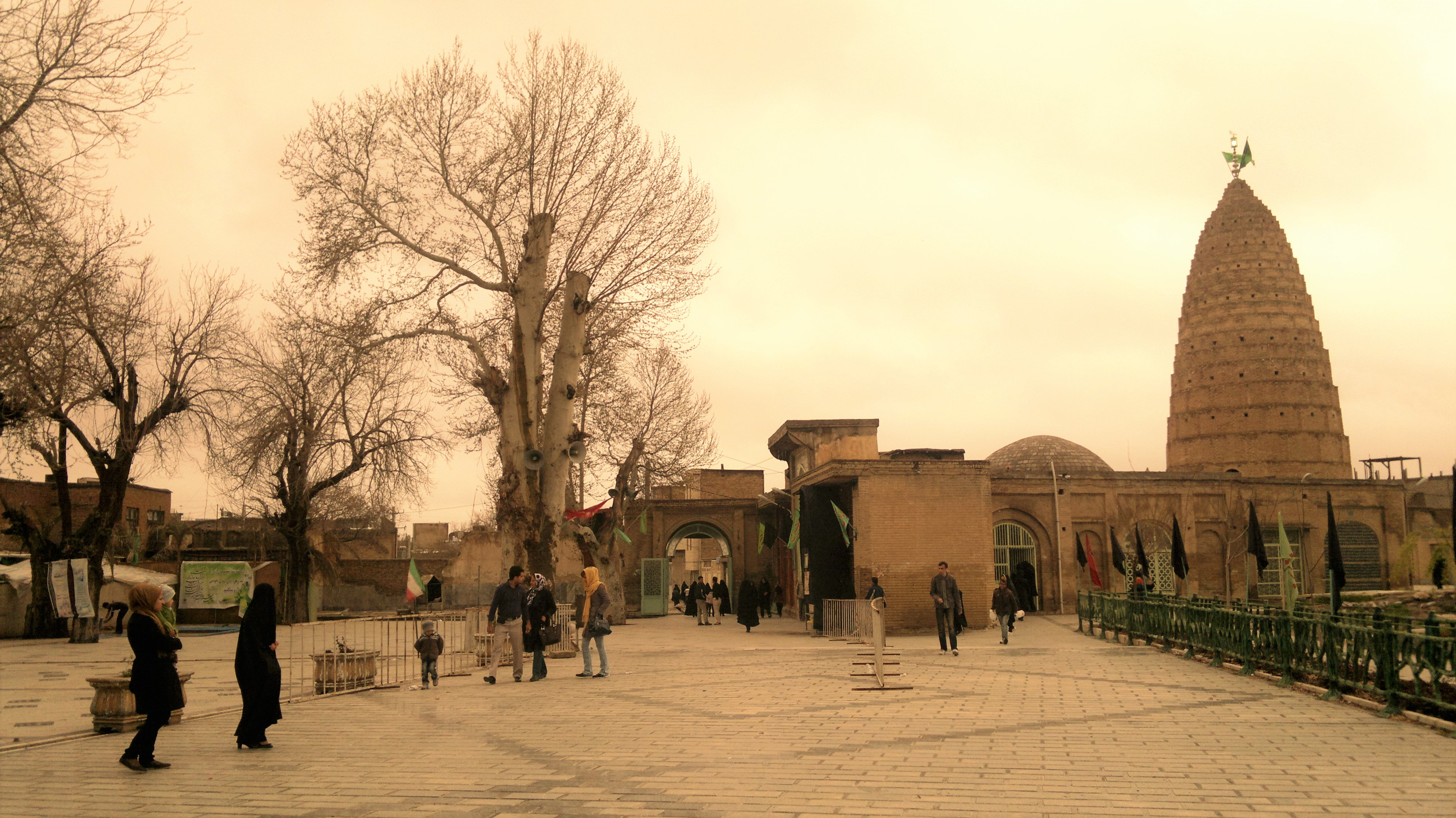
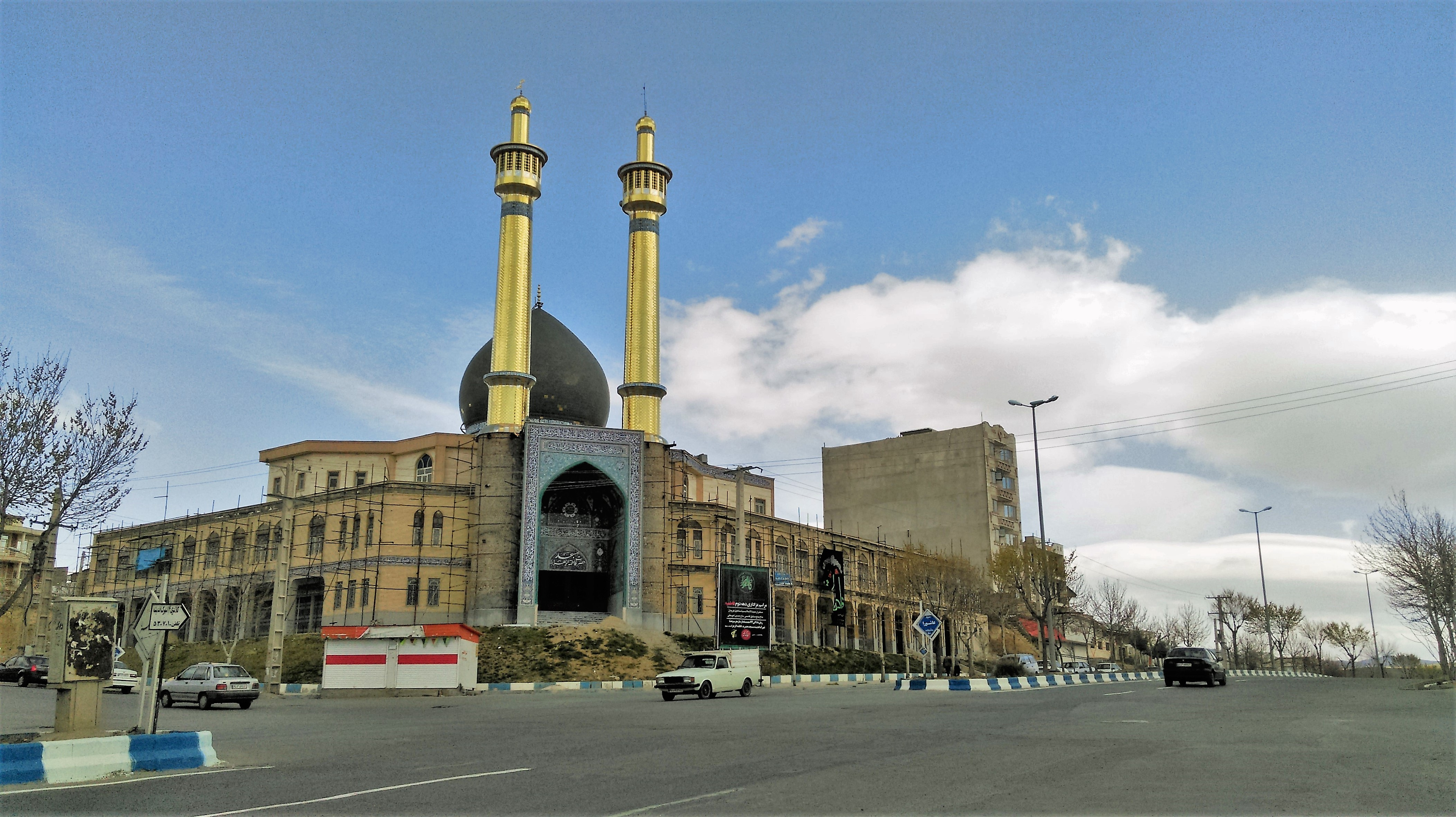
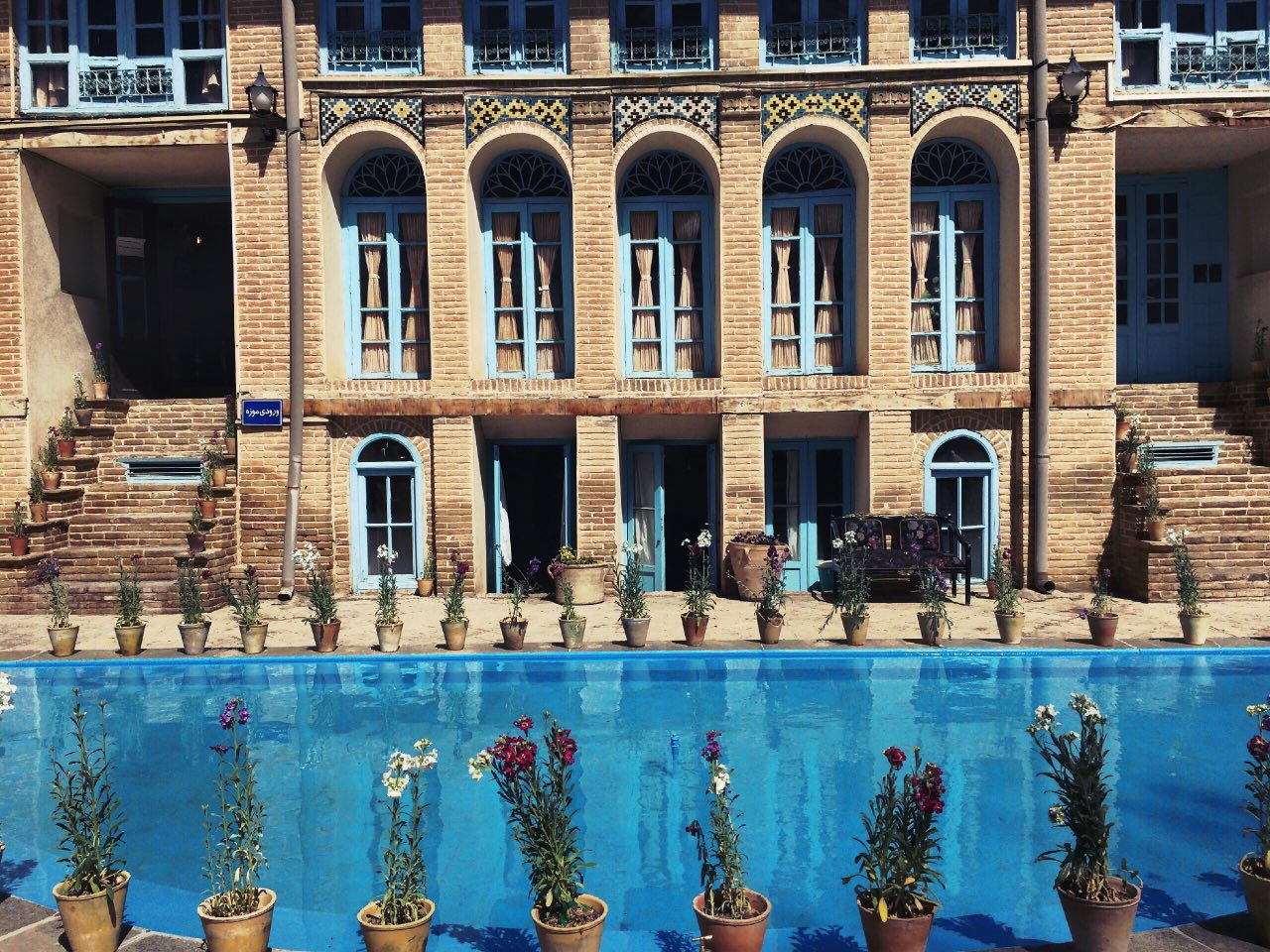
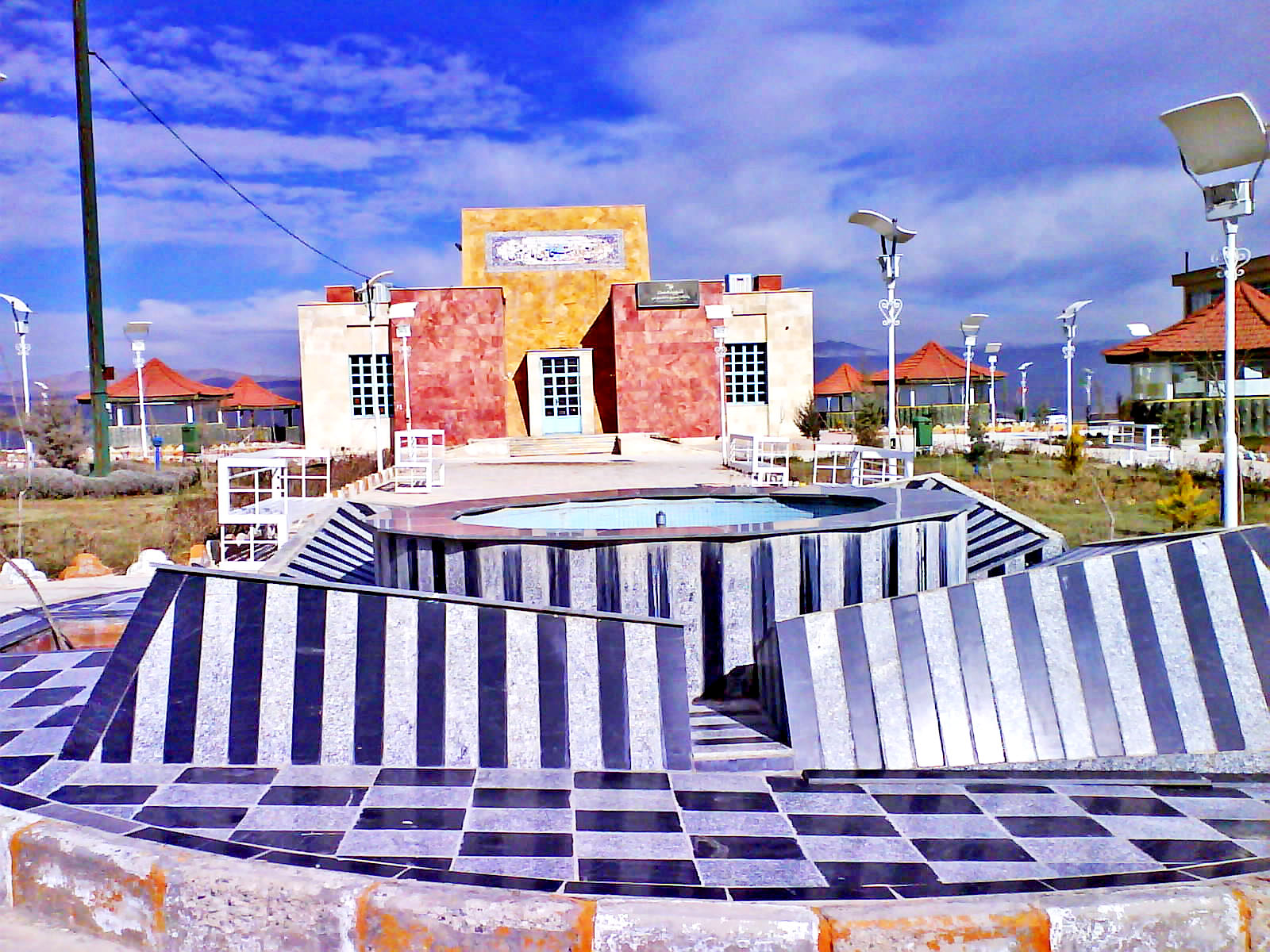
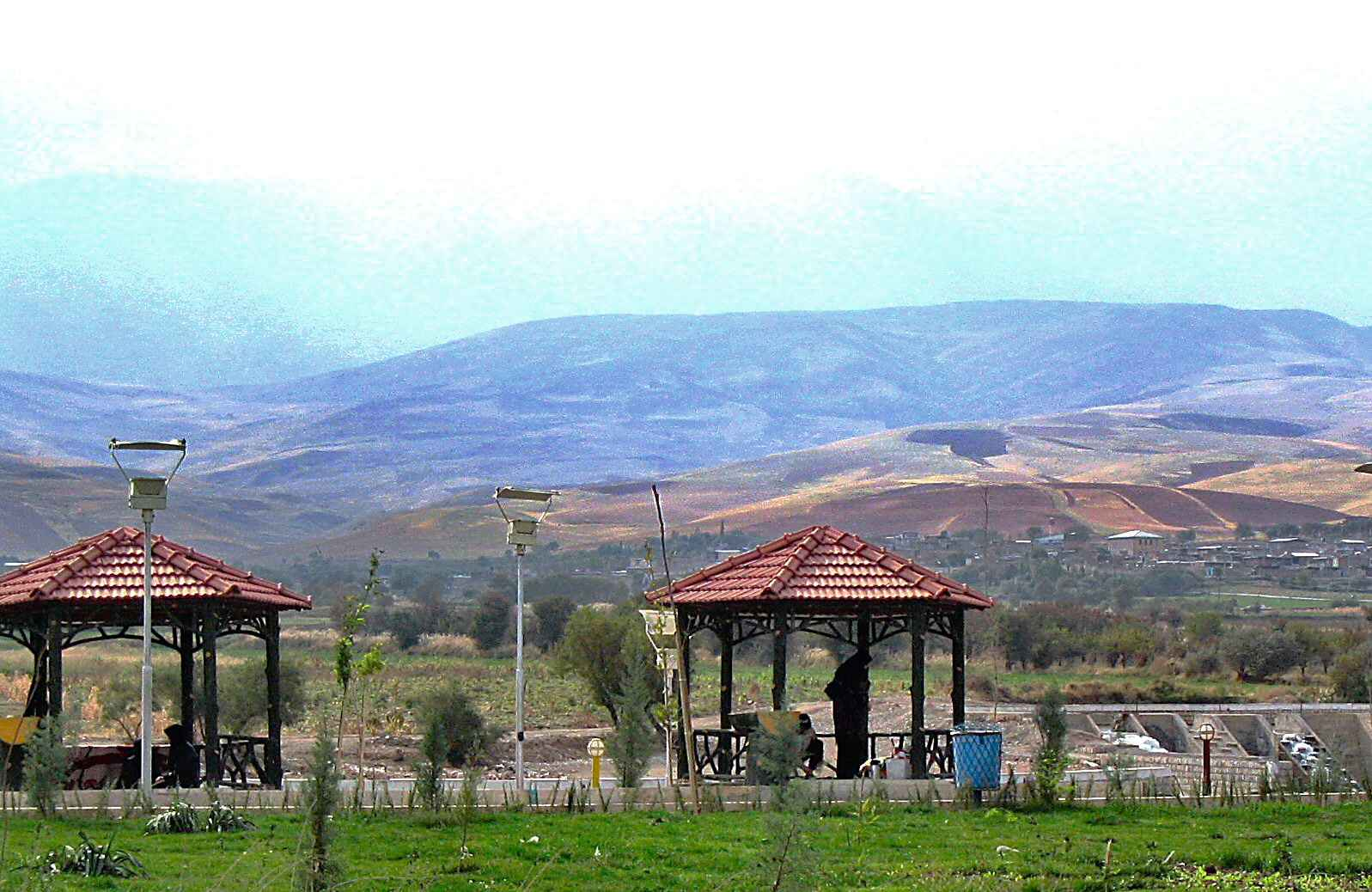
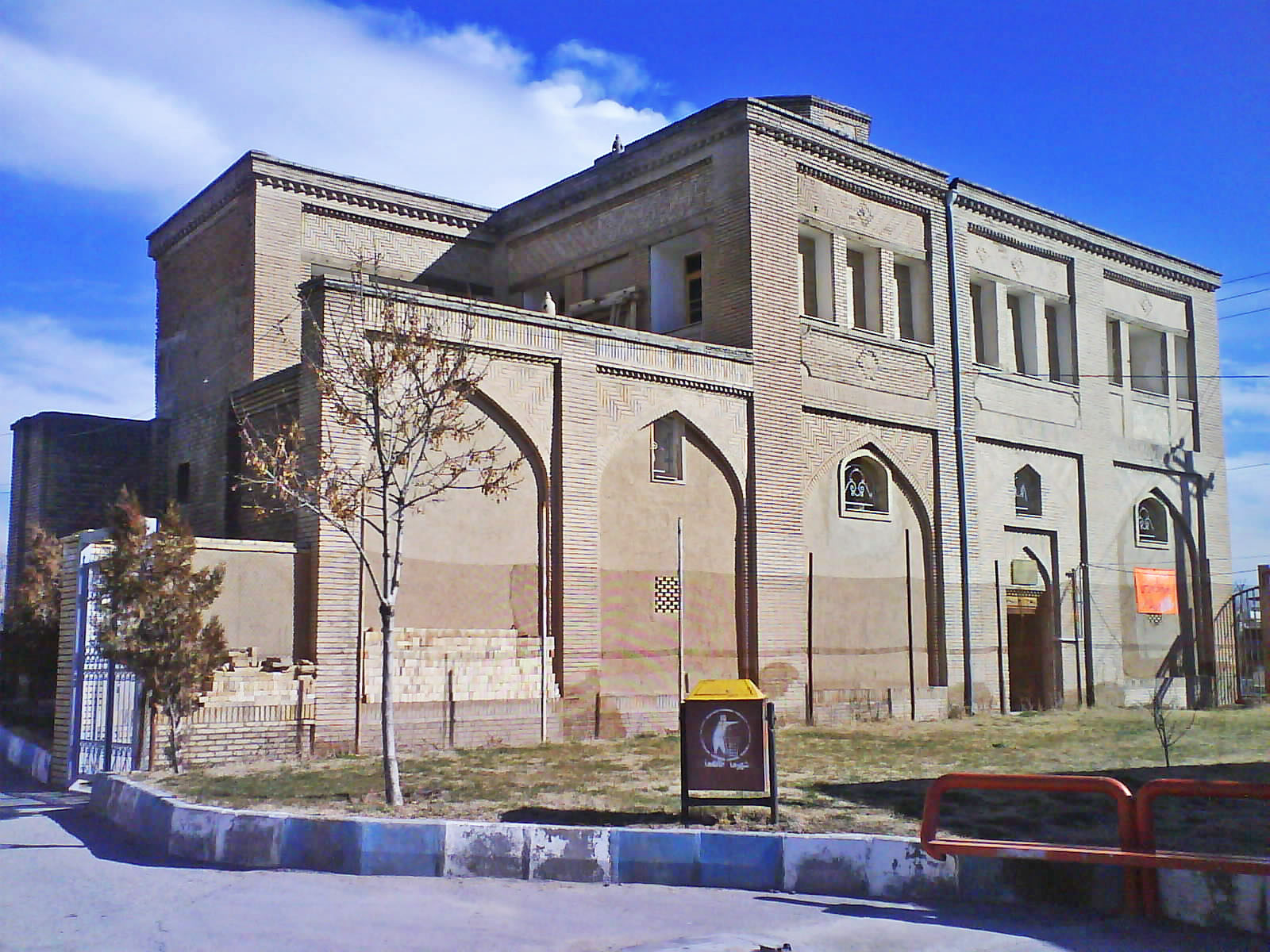
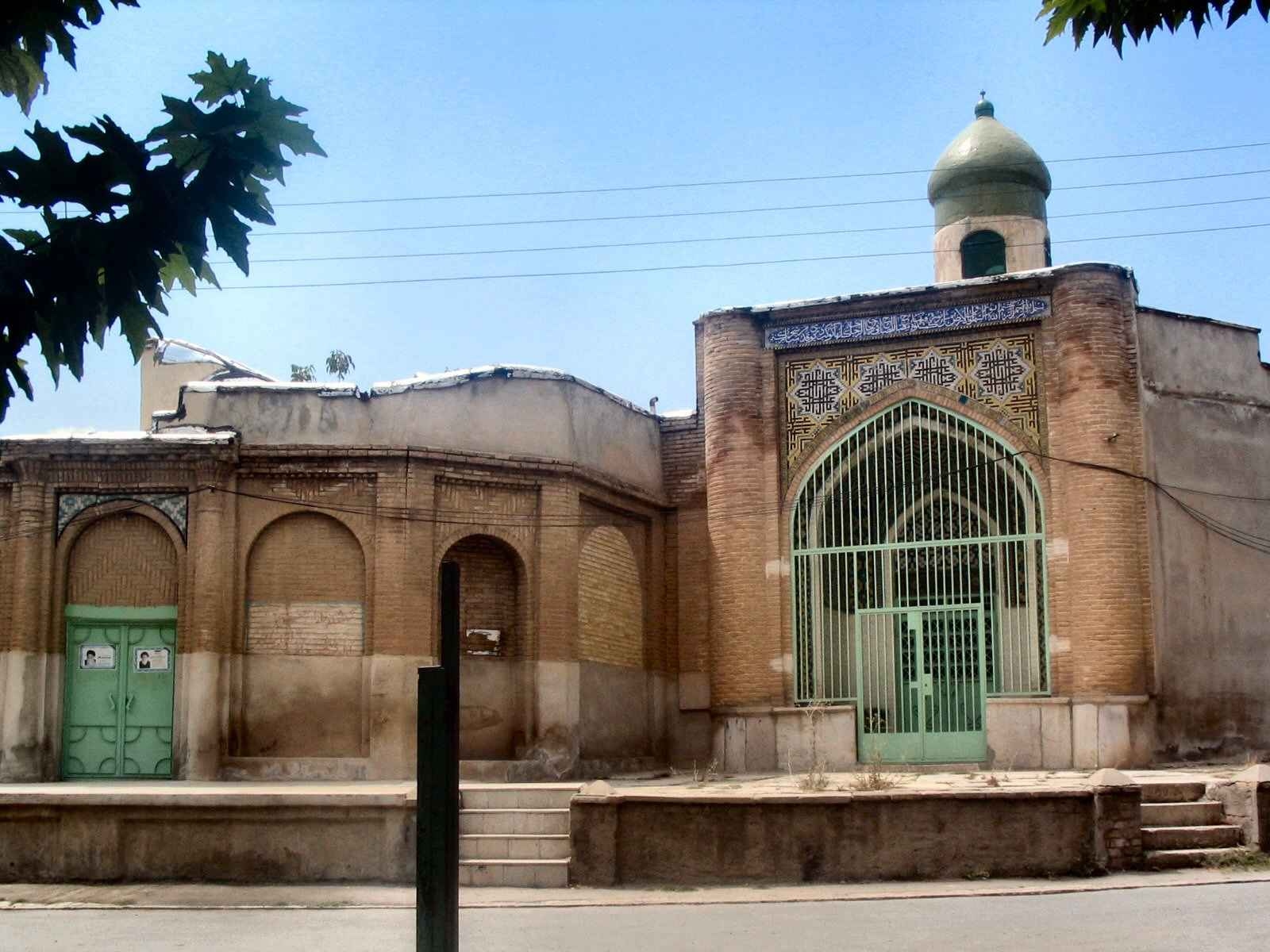

## Fordítás
- Ez a szócikk részben vagy egészben  a   Borudscherd című német Wikipédia-szócikk fordításán alapul.  Az eredeti cikk szerkesztőit annak laptörténete sorolja fel. Ez a jelzés csupán a megfogalmazás eredetét és a szerzői jogokat jelzi, nem szolgál a cikkben szereplő információk forrásmegjelöléseként.